# Кёрнер, Теодор
Теодор Кёрнер, эдлер фон Зигринген (нем. Theodor Körner Edler von Siegringen; 23 апреля 1873 — 4 января 1957) — австрийский политик, президент Австрии в 1951—1957 годах.

## Ранняя биография
Родился в Уйсёне (пригороде современного Комарома), в семье офицера австро-венгерской армии, посещал военную школу, военную академию и в 1894 году стал лейтенантом. Поступил на службу в качестве офицера в городе Аграм (ныне Загреб) и к 1904 года дослужился до майора. В этом же году поступил на службу в австрийский генеральный штаб. В Первую мировую был одним из активнейших командующих на итальянском фронте. Закончил военную карьеру в 1924 году в чине генерала.

## Политическая биография
Всегда интересовавшийся политикой Кёрнер стал членом Социал-демократической партии Австрии и был избран в парламент в 1924 году. Одновременно начал работу над организацией Республиканского шуцбунда, в котором выступал за проведение независимой и радикальной политики. Он был председателем Федерального совета в период между декабрём 1933 и февралём 1934 года.
Гражданская война в Австрии и установление австрофашистской диктатуры прервали карьеру Кёрнера как политика. Он был арестован, как и многие его однопартийцы, авторитарным правительством, которое запрещало все оппозиционные партии. После аншлюса Австрии, во время Второй мировой войны Кёрнер был снова арестован, на этот раз уже нацистами.
После войны, 17 апреля 1945 года, Кёрнер был назначен советскими оккупационными войсками в Австрии временным бургомистром Вены. Кёрнер отвечал за перестройку и восстановление столицы, которая сильно пострадала во время войны. После смерти Карла Реннера его партия предложила Кёрнера кандидатом в президенты Австрии, и Кёрнер выиграл выборы, получив чуть больше, чем 51 процент. Он стал первым президентом страны, избранным прямым голосованием.
В 1953 году, отмечая своё 80-летие, Кёрнер отказался от всех поступавших ему подарков, передав их в специально созданный фонд, предназначенный для поддержки культуры и искусства. С 1954 года этот фонд вручает ежегодную Премию Теодора Кёрнера.
Кёрнер умер во время своего срока президентского правления.